# Studenci (film)
Studenci è un film muto del 1916 diretto da Aleksander Hertz. Fu uno dei primi film interpretati da Pola Negri, l'attrice polacca che aveva iniziato la sua carriera cinematografica nel 1914, e il secondo per Lya Mara, una ballerina lettone che girò i suoi primi film in Polonia, diretta da Hertz, usando il nome di Mia Mara. Le due attrici girarono insieme ancora un film diretto da Hertz, Bestia del 1917.
Il film non è sopravvissuto fino ai nostri tempi.

## Trama
Il film racconta il destino di due giovani studenti, il primo dei quali decide di sposare la donna del suo cuore, e l'altra abbandona il suo amore quando scopre che deve diventare madre. Abbandonata e lasciata sola, la donna muore, orfana di una piccola figlia di nome Pola. Dopo circa una dozzina di anni l'ex-studente, allora già un ingegnere, incontra Pola senza sapere che questa è sua figlia.

## Produzione
Il film fu prodotto dalla Sfinks, una casa di produzione e distribuzione polacca che distribuì in Polonia, tra gli altri, anche alcuni film di Griffith e di DeMille.

## Distribuzione
Uscì nelle sale cinematografiche polacche il 21 novembre 1916. In Germania è conosciuto con il titolo Studentenliebe, negli Stati Uniti con la traduzione letterale Students.